# Altheim (Alb)
Altheim (Alb) là một đô thị ở huyện Alb-Donau, ở bang Baden-Württemberg, thuộc nước Đức. Đô thị này có diện tích 27,77 km², dân số thời điểm 31 tháng 12 năm 2020 là 1722 người.